# Dafrāz
Dafrāz (persiska: دفراز) är en ort i Iran.   Den ligger i provinsen Gilan, i den nordvästra delen av landet, 210 km nordväst om huvudstaden Teheran. Dafrāz ligger 497 meter över havet och antalet invånare är 349.
Terrängen runt Dafrāz är bergig österut, men västerut är den kuperad.Runt Dafrāz är det ganska glesbefolkat, med 45 invånare per kvadratkilometer. Närmaste större samhälle är Rostamābād, 12,7 km väster om Dafrāz. I omgivningarna runt Dafrāz växer i huvudsak blandskog.